# Неприятная монетаристская арифметика

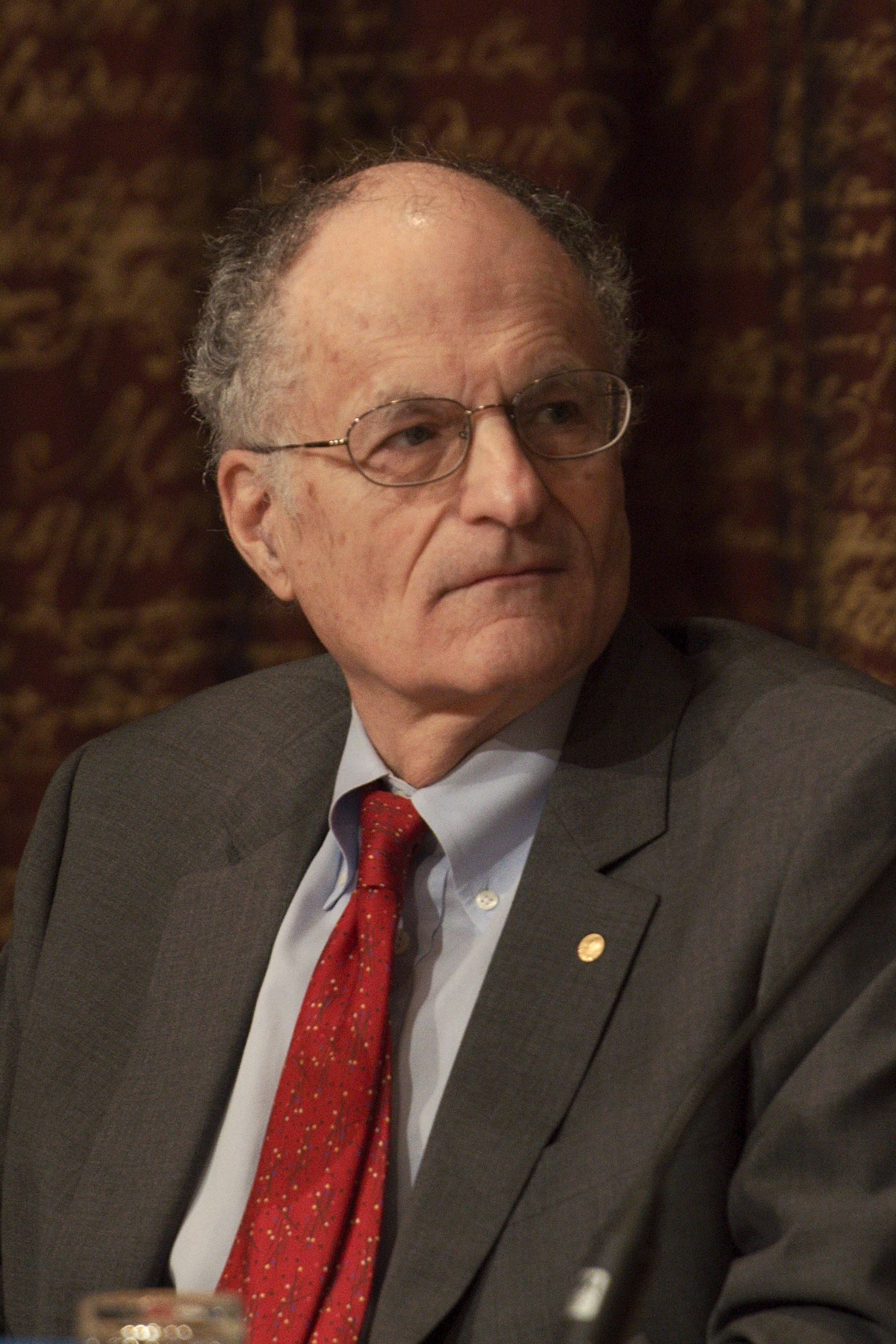
Томас Сарджент, американский экономист, лауреат Нобелевской премии по экономике за 2011 год

«Неприятная монетаристская арифметика» (англ. Unpleasant Monetarist Arithmetic) — «классическое» исследование американских экономистов Томаса Сарджента и Нейла Уоллеса о том, что жесткая денежно-кредитная политика при слабой налогово-бюджетной политике заканчивается инфляцией. Их  исследование заложило основу нового направления макроэкономической теории о взаимодействии денежно-кредитной и налогово-бюджетной политики.

## Происхождение
В 1981 году в свет вышла нашумевшая работа Томаса Сарджента из Федерального резервного банка Миннеаполиса и Нейла Уоллеса (англ. Neil Wallace) из Университета Миннесоты под заголовком «Неприятная монетаристская арифметика». Ей предшествовала разработка модели инфляции Сарджента — Уоллеса, в которой показано, что с учетом рациональных ожиданий текущая инфляция зависит не только от текущей, но и от будущей денежно-кредитной политики.

## Исходные предположения
В исследовании американские экономисты задаются вопросом, может ли отсутствие координации между денежно-кредитной и налогово-бюджетной политикой привести к инфляции. В ходе экономико-математического моделирования рассматривалось бюджетное ограничение государственного сектора в форме совместного ограничения на политику фискальных и денежных властей, которые вынуждены делить между собой бремя финансирования бюджетного дефицита. Предполагается, что центральный банк не координирует свои действия с правительством и придерживается жесткой денежно-кредитной политики, нацеленной на низкую инфляцию. Правительство, напротив, придерживается мягкой налогово-бюджетной политики и сохраняет хронический дефицит бюджета при том, что процентная ставка по государственному долгу превышает темпы экономического роста. 

## Взаимодействие денежно-кредитной и налогово-бюджетной политики
Жесткая денежно-кредитная политика сопровождается снижением темпа роста денежной базы и высокими процентными ставками. В результате сжатия денежного предложения стоимость обслуживания государственного долга возрастает, и он увеличивается взрывными темпами. В некоторый момент времени в будущем долг правительства достигает критической величины, которую финансовый сектор экономики уже не может поглотить. Для предотвращения дефолта правительства центральный банк будет вынужден смягчить денежно-кредитную политику, пожертвовав инфляцией. В результате общий рост цен порождается не столько денежной эмиссией, сколько эмиссией долговых обязательств. В долгосрочном плане выпуск государственных долговых обязательств может иметь даже более значительные инфляционные последствия, чем увеличение денежного предложения. 

## Выводы для макроэкономической политики
Экономисты Сарджент и Уоллес также обращают внимание на то, что, если экономические агенты придерживаются рационального опережающего поведения и ожидают (forward-looking expectations) увеличение денежного предложения в будущем, текущая жесткая денежно-кредитная политика не вводит их в заблуждение. Отсутствие координации между фискальными и денежными властями приводит к росту инфляционных ожиданий и инфляции уже в текущем периоде. Рост цен снижает реальную стоимость государственного долга, что нивелирует риск дефолта правительства. Инфляционные последствия эмиссии государственного долга могут отсутствовать только, если ожидается, что дефицит бюджета будет снижаться или он является временно высоким. Анализ Сарджента и Уоллеса вызвал острую дискуссию об инфляционных последствиях дефицита бюджета и создала основу для нового направления макроэкономической теории, посвященного взаимодействию денежно-кредитной и налогово-бюджетной политики.